# Sueo M. Shiino
Sueo M. Shiino (Japans: 椎野季雄) (Nagoya, 1 januari 1908 — Tsu, 20 september 1978) was een Japanse zoöloog en carcinoloog, gespecialiseerd in de studie van schaaldieren van de orde Tanaidacea en Bopyridae. 

## Biografie
Shiino werd geboren op 1 januari 1908 in de stad Nagoya. Van 1927 tot 1930 studeerde hij zoölogie aan de Universiteit van Kioto, waar hij een masterdiploma behaalde. Zijn leraren waren Taku Komai en Yo K. Okada, pioniers van zoölogie van Japan. Vanaf 1931 werkte hij in het laboratorium voor mariene zoölogie aan de Universiteit van Kioto. In 1941 promoveerde hij. Hij studeerde zeeschaaldieren in Japan, Zuidoost-Azië en Oceanië. Hij beschreef tientallen geslachten en enkele honderden soorten schaaldieren.
Naast zijn werk als carcinoloog gaf hij ook les aan visserijstudenten en werkte hij samen met wetenschappers en biologen die met de visindustrie betrokken waren. 
In november 1951 kreeg hij de gelegenheid om een lezing te geven over de fylogenie van Bopyridae in aanwezigheid van de Japanse keizer, die Kashikojima (prefectuur Mie) bezocht. Drie jaar later, in november 1954, werd hij naar het keizerlijk paleis uitgenodigd om in aanwezigheid van de keizer een lezing te geven over een nieuwe cryptoniscusparasiet, Cyproniscus ovalis.